# Dècada del 740
La dècada del 740 comprèn el període que va des de l'1 de gener del 740 fins al 31 de desembre del 749.

## Esdeveniments
- Batalla d'Akroinon: després de la desastrosa batalla de Sebastòpolis (692 dE), l'emperador romà d'orient Lleó III s'ha limitat en gran part a una estratègia defensiva, mentre que els exèrcits omeies llancen regularment incursions a l'Anatòlia.[1]
- Terratrèmol de Constantinoble (26 d'Octubre). Un terratrèmol assota Constantinoble i les àrees circumdants, provocant la destrucció dels murs i edificis de la ciutat.[2][3]

## Personatges destacats
- Bonifaci de Fulda
- Pipí I el Breu
- Alfons I d'Astúries